# 하타카와촌
하타카와촌(秦川村)은 시가현 에치군에 설치되었던 촌이다. 현재의 아이쇼정에 해당한다.